# Alien Intruder
Alien Intruder è un film del 1993, diretto da Ricardo Jacques Gale. È una storia di ambientazione fantascientifica.

## Trama
Nell'anno 2022, un membro dell'equipaggio della U.S.S. Holly è impazzito uccidendo tutti gli altri membri. Dalla terra è stato inviato per indagare sull'accaduto il comandante Skyler, in compagnia di quattro detenuti che a missione compiuta otterranno la grazia. Durante il viaggio saranno vittima di uno strano attacco alieno.